# Odontomelus scalatus
Odontomelus scalatus är en insektsart som först beskrevs av Karsch 1896.  Odontomelus scalatus ingår i släktet Odontomelus och familjen gräshoppor.

## Underarter
Arten delas in i följande underarter:
- O. s. scalatus
- O. s. lanceolatus